# La Boissière (Mayenne)
La Boissière – miejscowość i gmina we Francji, w regionie Kraj Loary, w departamencie Mayenne.
Według danych na rok 2010 gminę zamieszkiwało 127 osób, a gęstość zaludnienia wynosiła 20 osób/km².